# 本願寺八幡別院
本願寺八幡別院（ほんがんじはちまんべついん）は滋賀県近江八幡市にある浄土真宗本願寺派（西本願寺）の別院である。

## 概要
八幡別院は「御坊さん」と親しまれている。境内には滋賀教区教務所を設置しており、滋賀県における本願寺派の拠点として機能している。
1558（永禄元）年に本願寺第11代顕如が江州蒲生野に創建した金台寺を前身とする。1580年（天正8年）に織田信長の寺地寄進により安土城下へ、1592年（文禄元年）に豊臣秀次の寺地寄進により八幡城下、現在の地へと移る。1876年（明治9年）に八幡別院と改称。

## 境内
- 本堂 - 1716年（享保元年）建立。滋賀県有形文化財。
- 表門 - 1767年（明和4年）建立。滋賀県有形文化財。
- 裏門 - 1782年（天明2年）建立。滋賀県有形文化財。
- 鐘楼 - 1825年（文政5年）建立。滋賀県有形文化財。
- 教区会館
- 庫裏

## 交通アクセス
- JR東海道本線（琵琶湖線）および近江鉄道八日市線（万葉あかね線）近江八幡駅から近江鉄道バス（長命寺行き）で小幡上筋停留所下車、徒歩6分。

（※長命寺方面からの場合：近江鉄道バス（近江八幡駅行き）で小幡町資料館前停留所下車、徒歩5分）